# Вилхелм (Юлих-Гелдерн)
Вилхелм (на немски: Wilhelm von Jülich; * 5 март 1364; † 16 февруари 1402, Арнхайм) от Дом Юлих-Хенгебах, е от 1371/1377 г. като Вилхелм I херцог на Гелдерн и от 1393 г. като Вилхелм III херцог на Юлих. Той е и граф на Цутфен (1379 – 1402). От 1371 до 1377 г. той е с опекун – баща му херцог Вилхелм от Юлих.

## Живот
Той е най-големият син на Вилхелм от Юлих († 1393) и Мария фон Гелдерн († 1397/1405), дъщеря на Райналд II († 1343) и полусестра на Райналд III († 1371) и на Едуард († 1371), опоследните херцози от владетелската фамилия на Гелдерн.
Когато през 1371 г. Райналд III умира, баща му има за него претенции за наследството на херцогството, което води до Първата Гелдрийска наследствена война (1371 – 1379), между дъщерите от първия брак на Райналд III – сестрите Мария и бездетната Мехтхилда и нейния трети съпруг Йохан II (Блоа). Баща му, Вилхелм II, получава от немския император Карл IV през 1377 г. Херцогство Гелдерн, но едва през 1379 г. е признат като херцог.
Вилхелм участва през 1383, 1388/1389 и 1393 г. в кръстоносните походи в Източна Прусия и през 1386 – 1388 заедно с баща си се бие успешно против Херцогство Брабант. През 1393 г., след неговата смърт, той наследява също и Херцогство Юлих. Вилхелм е признат като херцог на Гелдерн през 1383 г.
През 1397 г. Вилхелм е пленен в битката при Клеверхам против графовете на Клеве и Марк и е освободен след плащане на много голяма сума. Той се меси и в Стогодишната война и е на страната на Англия против Франция.
Вилхелм се жени през 1379 г. за три години по-голямата Катарина Баварска от Щраубинг-Холандия (* 1360; † 1402), най-възрастната дъщеря на Албрехт I (херцог на Щраубинг-Холандия) от Вителсбахите и Маргарета от Лигнитц-Бриг († 1386), внучка на бохемския крал Венцел II. Бракът остава бездетен, затова след смъртта му през 1402 г., неговият брат Райналд IV е негов наследник в Гелдерн и Юлих и е също бездетен.
Вилхелм и Катарина са погребани в манастира Kartäuserkloster Monnikhuizen, северно от Арнхайм.